# Sonneville
Sonneville is een plaats en voormalige gemeente in het Franse departement Charente in de regio Nouvelle-Aquitaine en telt 218 inwoners (1999). De plaats maakt deel uit van de gemeente Rouillac in het arrondissement Cognac.

## Geschiedenis
Sonneville ontstond in de middeleeuwen op de weg waarlangs zout van de kust naar het binnenland werd vervoerd. In 1824 werd de weg tussen Périgueux en La Rochelle aangelegd. Er kwam ook een station op de lokale spoorlijn Angoulême - Matha.
Sonneville maakte deel uit van het kanton Rouillac totdat dit op 22 maart 2015 werd opgeheven en de gemeenten werden opgenomen in het op die dag gevormde kanton Val de Nouère. Op 1 januari 2017 werd de gemeente opgeheven en opgenomen in de gemeente Rouillac.

## Geografie
De oppervlakte van Sonneville bedraagt 10,3 km², de bevolkingsdichtheid is 21,2 inwoners per km². Naast het dorp Sonneville liggen er nog vijf gehuchten in de voormalige gemeente.
De onderstaande kaart toont de ligging van Sonneville met de belangrijkste infrastructuur en aangrenzende gemeenten.

## Demografie
Onderstaande figuur toont het verloop van het inwonertal.